# Ah-Muzen-Cab
Ah-Muzen-Cab, aussi appelé Ah Mucencab ou Ah Muken Kaab est le dieu maya des abeilles et du miel. Un culte lui était voué par les apiculteurs et méliponiculteurs mayas.
Il est lié aux abeilles sans dard, dites méliponides ou mélipones, et au miel de mélipone.
Selon certaines hypothèses[Lesquelles ?], il serait également le Dieu descendant, et serait donc représenté la tête en bas. Son temple pourrait alors être le temple du Dieu descendant, ce dernier se situant à Tulum.

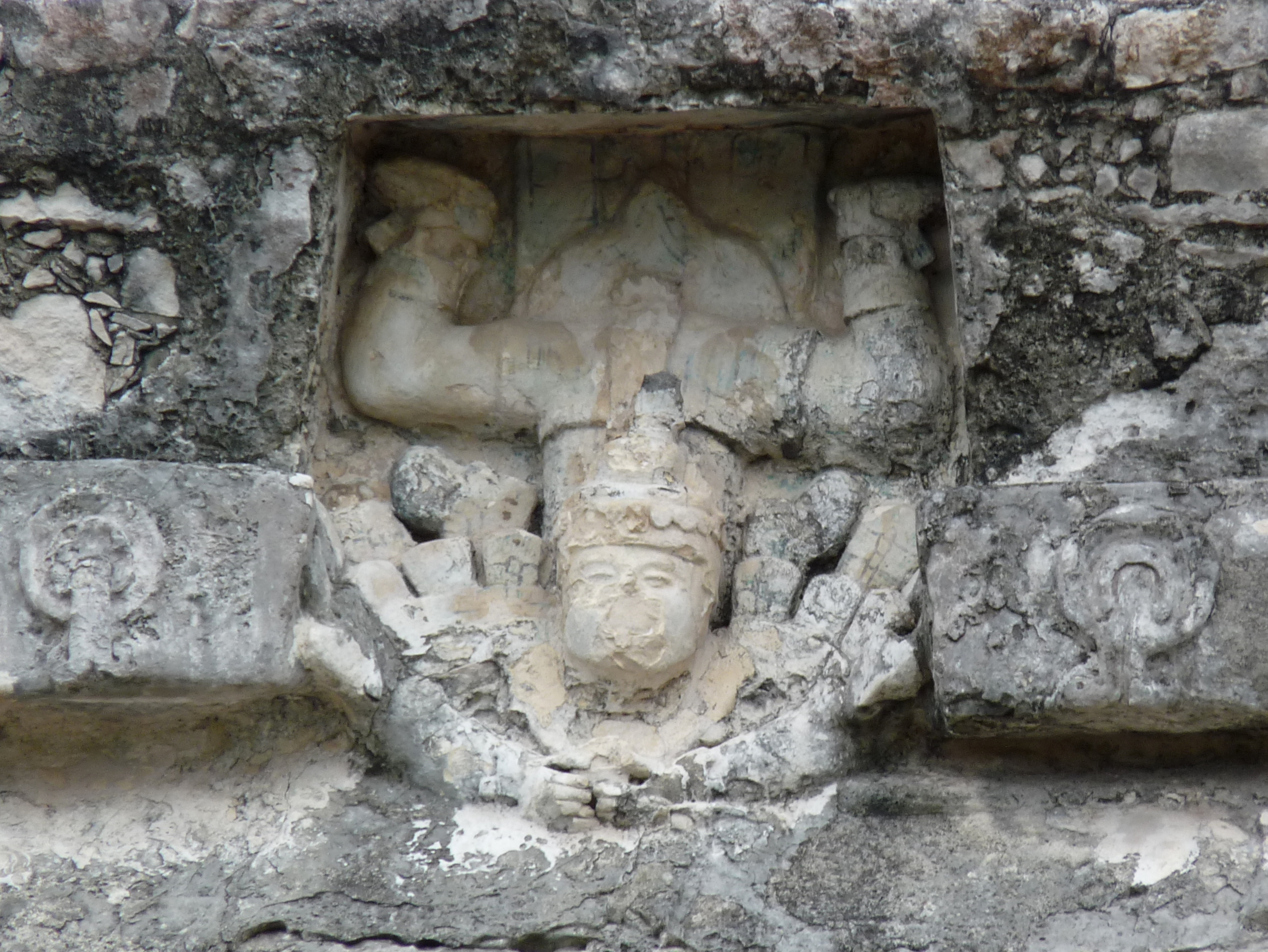
Bas-relief en stuc du temple du dieu descendant de Tulum.

Il apparaît généralement dans l'art maya avec des ailes d'abeille, habituellement déployées comme au décollage ou à l'atterrissage.
Ah-Muzen-Cab est devenu de plus en plus impopulaire[réf. nécessaire] malgré la puissance qu'il inspirait aux Mayas.
Chez les Mayas, le dieu du miel et des abeilles Ah Muzen Cab témoigne de la place particulière qui était réservée aux abeilles sans dard dans cette civilisation. L’abeille maya, plus précisément Melipona beecheii, Xunan kab (= la vraie dame en langue maya), est une abeille élevée au Mexique et en Amérique centrale.

## Dans la culture populaire
Ah-Muzen-Cab fait une apparition dans le jeu vidéo Smite en tant que « Dieu oublié », revenu depuis pour prouver sa puissance.